# Antonio Bonilla
Antonio Bonilla San Martín (ur. 6 grudnia 1882 w Guadalajarze, zm. 9 listopada 1937 w Madrycie) – hiszpański strzelec, medalista mistrzostw świata, olimpijczyk.
Brał udział tylko w jednych igrzyskach olimpijskich – miały one miejsce w Antwerpii w 1920 roku. Jego nazwisko widnieje w wynikach dziesięciu konkurencji, w tym aż ośmiu drużynowych. Najwyższe miejsce (6. pozycja) zajął w drużynowym strzelaniu z pistoletu szybkostrzelnego. W obydwóch indywidualnych konkurencjach jego wyniki są nieznane.
Był dowódcą (albo komendantem) piechoty. Zdobył w swojej karierze jeden medal mistrzostw świata.
Zginął podczas hiszpańskiej wojny domowej.

## Wyniki olimpijskie
| Igrzyska | Konkurencja                                     | Wynik                | Miejsce     | Źródło      |
| -------- | ----------------------------------------------- | -------------------- | ----------- | ----------- |
| IO 1920  | Pistolet wojskowy, 30 m, drużynowo              | 1224 punkty (druż.)  | 6 (na 9)    | [ 3 ]       |
| IO 1920  | Pistolet dowolny, 50 m, drużynowo               | 2010 punktów (druż.) | 12 (na 13)  | [ 4 ]       |
| IO 1920  | Karabin dowolny, trzy postawy, 300 m            | Brak danych          | Nieznane    | [ 5 ] [ 6 ] |
| IO 1920  | Karabin dowolny, trzy postawy, 300 m, drużynowo | 4080 punktów (druż.) | 11 (na 14)  | [ 7 ]       |
| IO 1920  | Karabin wojskowy leżąc, 300 m, drużynowo        | 278 punktów (druż.)  | 7 (na 15)   | [ 8 ]       |
| IO 1920  | Karabin wojskowy leżąc, 600 m, drużynowo        | 253 punkty (druż.)   | 13 (na 14)  | [ 9 ]       |
| IO 1920  | Karabin wojskowy stojąc, 300 m, drużynowo       | 200 punktów (druż.)  | 14T (na 15) | [ 10 ]      |
| IO 1920  | Karabin wojskowy leżąc, 300 i 60 m, drużynowo   | 510 punktów (druż.)  | 12 (na 14)  | [ 11 ]      |
| IO 1920  | Karabin małokalibrowy stojąc, 50 m              | Brak danych          | Nieznane    | [ 12 ]      |
| IO 1920  | Karabin małokalibrowy stojąc, 50 m, drużynowo   | 1753 punkty (druż.)  | 9 (na 10)   | [ 13 ]      |

## Medale na mistrzostwach świata
Opracowano na podstawie materiału źródłowego:
| Mistrzostwa | Konkurencja                       | Wynik                | Miejsce |
| ----------- | --------------------------------- | -------------------- | ------- |
| Rzym 1927   | Pistolet dowolny, 50 m, drużynowo | 2481 punktów (druż.) | 3       |